# Kammrad

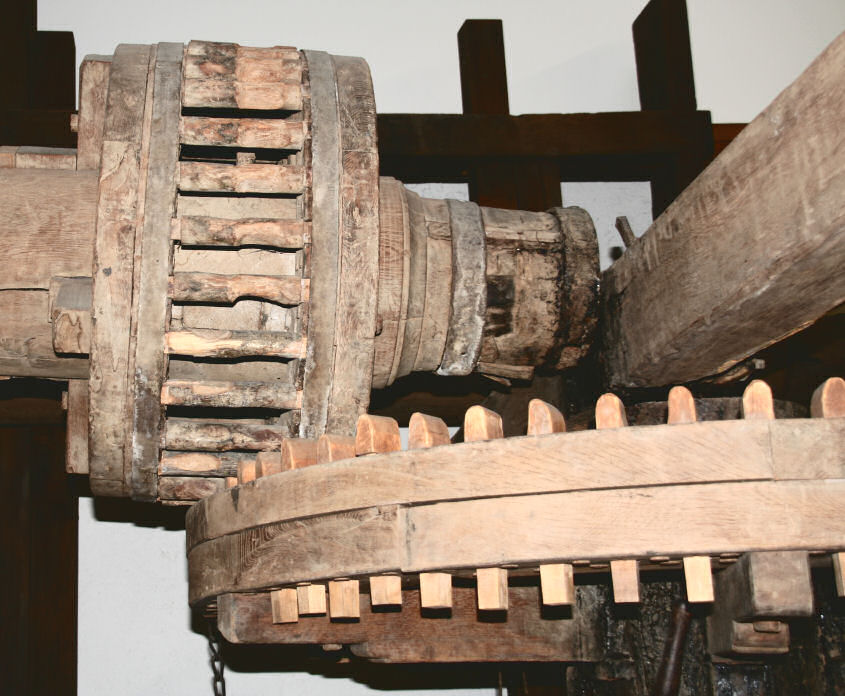
Kammrad (rechts) und Stockrad (auch Korbrad genannt) (oben)

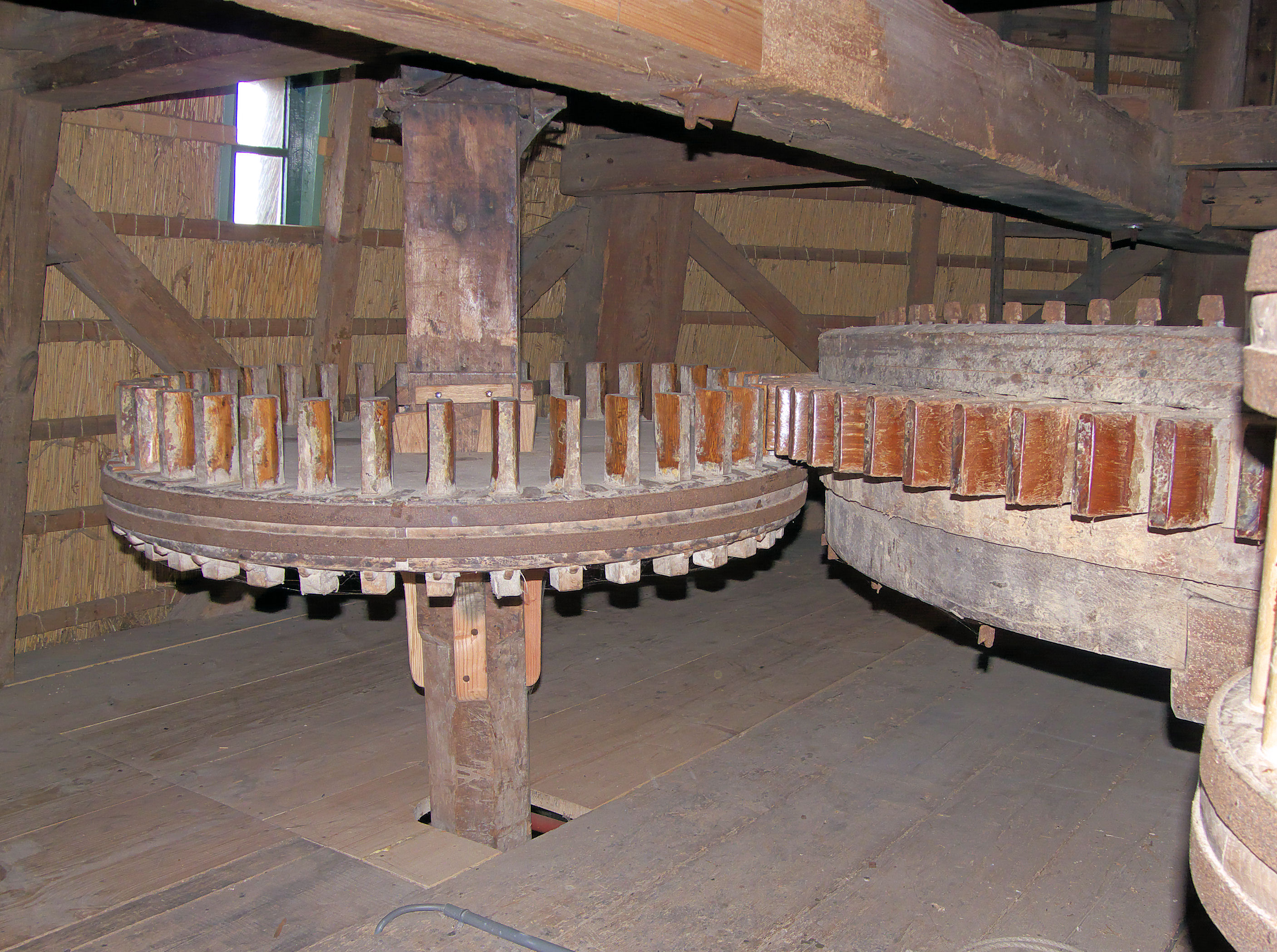
Achsparallele Übertragung mittels Kronen- und Stirnrad

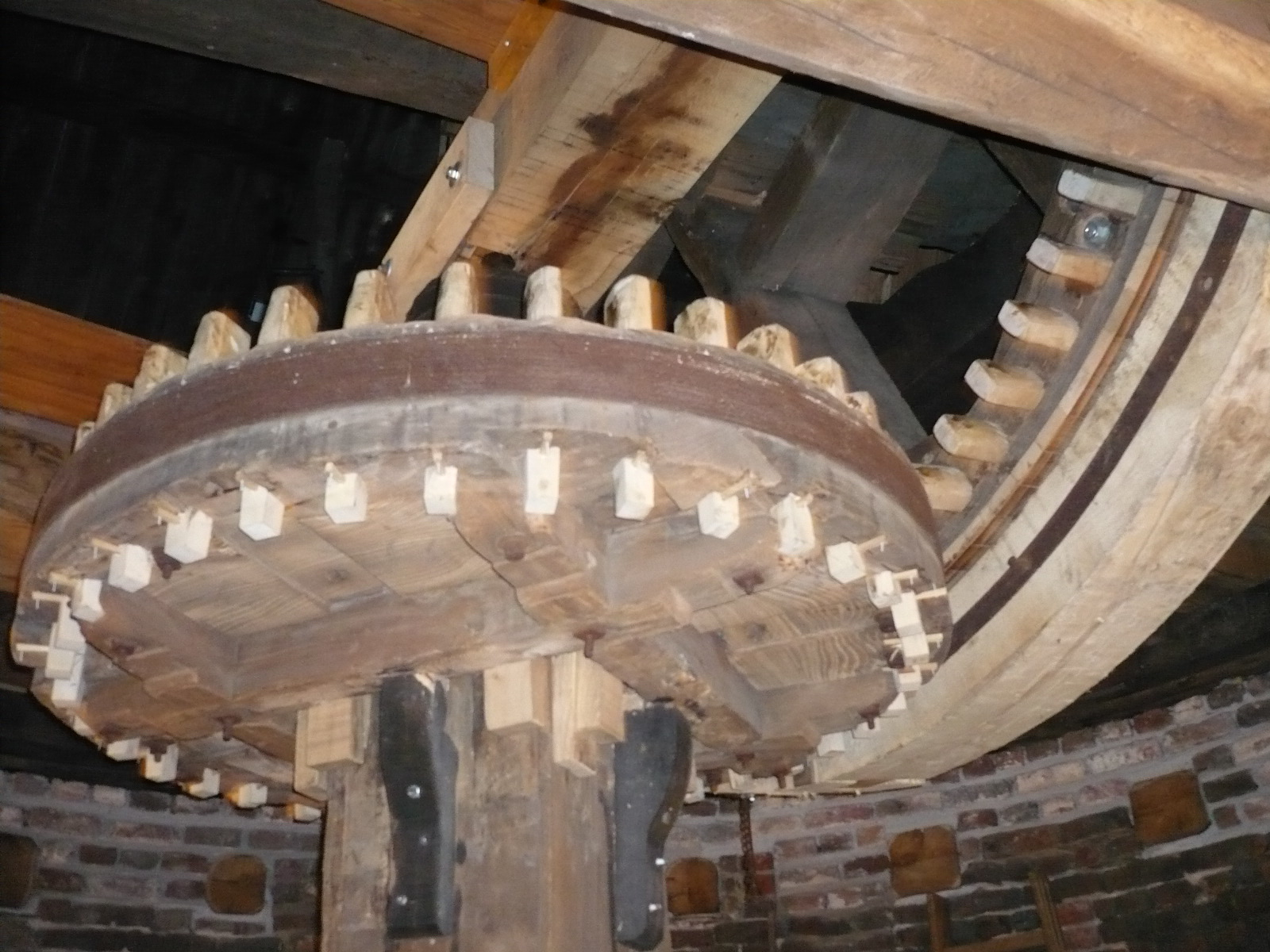
Ein Kammrad auf der Flügelachse wirkt auf das Kronrad am oberen Ende der Königswelle

Ein Kammrad (mhd. Kamprat; englisch Cogwheel) ist ein Zahnrad, dessen Zähne kammartig herausstehen. Die beiden Grundformen sind das Stirnrad, bei dem die Zähne senkrecht zur Drehachse aus dem Umfang des Radkranzes herausragen, und das Kronrad, das Kammrad im engeren Sinne, bei dem die Zähne parallel oder leicht winklig zur Drehachse seitlich aus dem Rad ragen. Der Begriff Kronrad wird in der Mühlentechnik meist für ein Kammrad mit senkrecht stehender Achse gebraucht, dessen Kamm dabei an eine Krone erinnert.
Im Deutschen Wörterbuch der Brüder Grimm lautete die Definition:

„KAMMRAD, rad mit einem kamme (sp. 103), zapfen, zähnen mit denen es bewegend in ein anderes rad eingreift; bei FRISCH nur dann wenn 'die zähne neben heraus stehen am umfang des rades', er meint senkrecht auf die peripherie (kronrad), bei ADELUNG aber auch wenn die zähne in der verlängerung der radien stehn (stirnrad).“

Kammräder sind in vielen historischen Maschinen, insbesondere Mühlen, zu finden. Meist ist das Rad, das die Drehbewegung der Flügelachse oder der Wasserradwelle in die Maschine weiterleitet, als Kammrad ausgeführt. Kammräder bestehen oft aus Ulmen- oder Eichenholz, das zur Erhöhung der Stabilität in mehreren versetzten Lagen angeordnet ist. Für die Zähne bzw. Kämme wurde häufig das Holz der Hainbuche verwendet. Die Zähne sind einzeln eingesetzt, wodurch sie bei Abnutzung oder Beschädigung leichter ausgewechselt werden können. Wegen der einfacheren Wartung, geringerer Kosten und weniger Lärmentwicklung konnten sich hölzerne Kammräder bis ins 20. Jahrhundert gegen metallene behaupten.
Die Übertragung der Drehbewegung kann je nach Bauform des Getriebes zwischen parallelen oder winklig angeordnete Drehachsen erfolgen. Ein Stirnradgetriebe zur achsparallelen Übertragung besteht aus einem Stirnrad und einem Kronenrad bzw. einem Stock- oder Spindelrad. Zur winkligen Übertragung bestehen die Getriebe aus zwei Kammrädern oder sind als Kammrad-Stockrad-Getriebe ausgeführt.

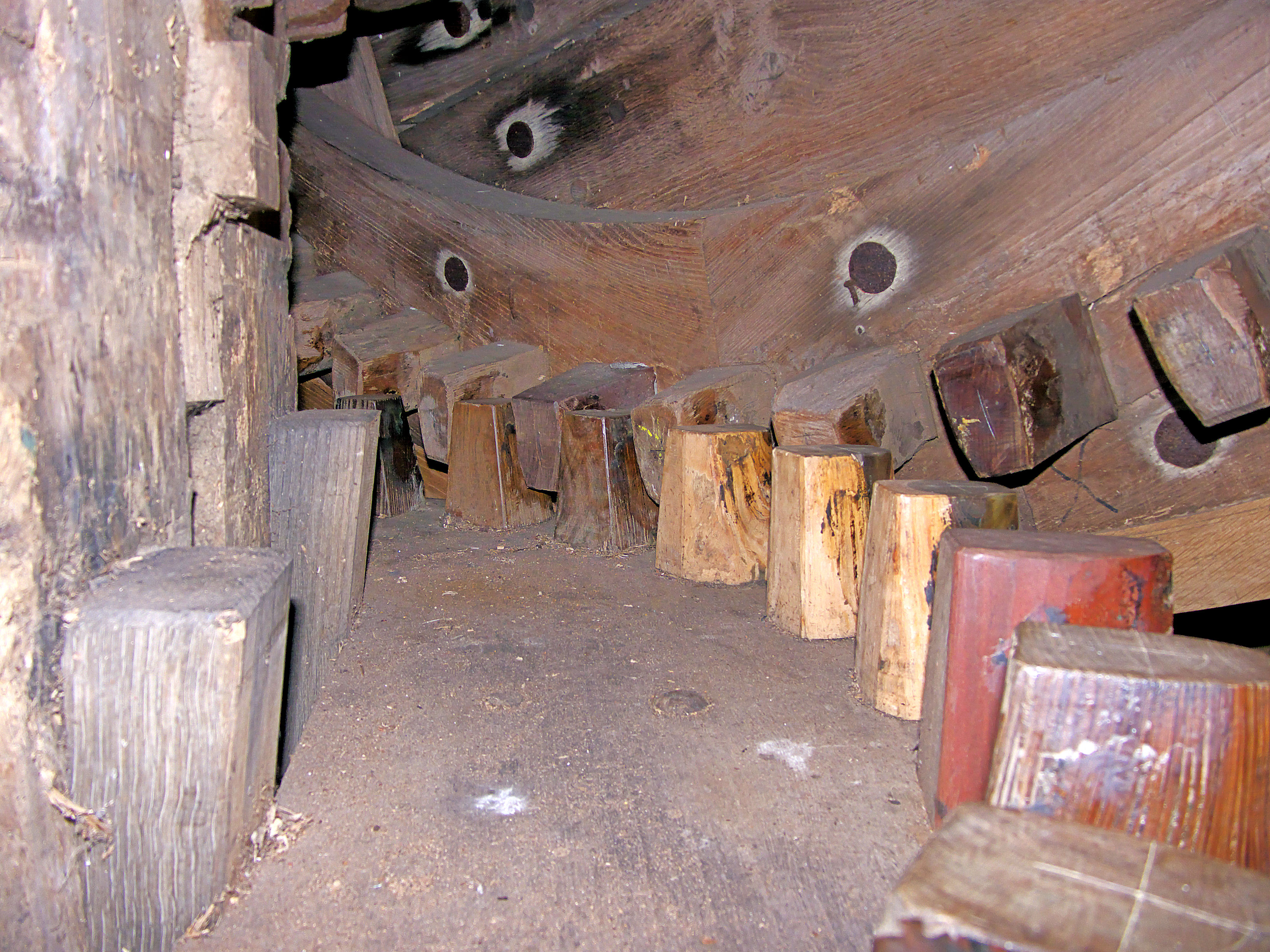
Verzahnung zweier Kammräder
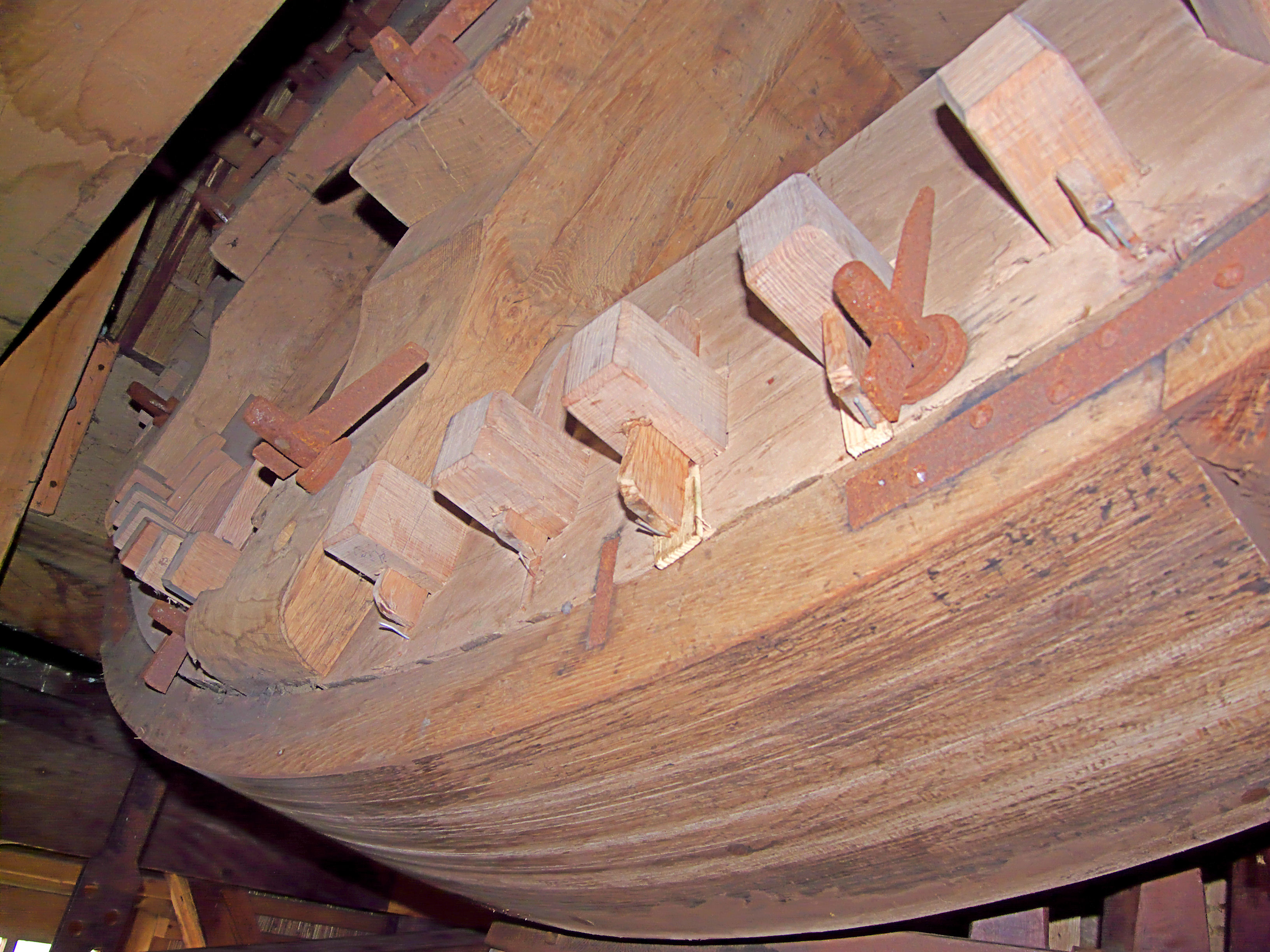
Arretierung der Zähne auf der Rückseite durch Holzkeile
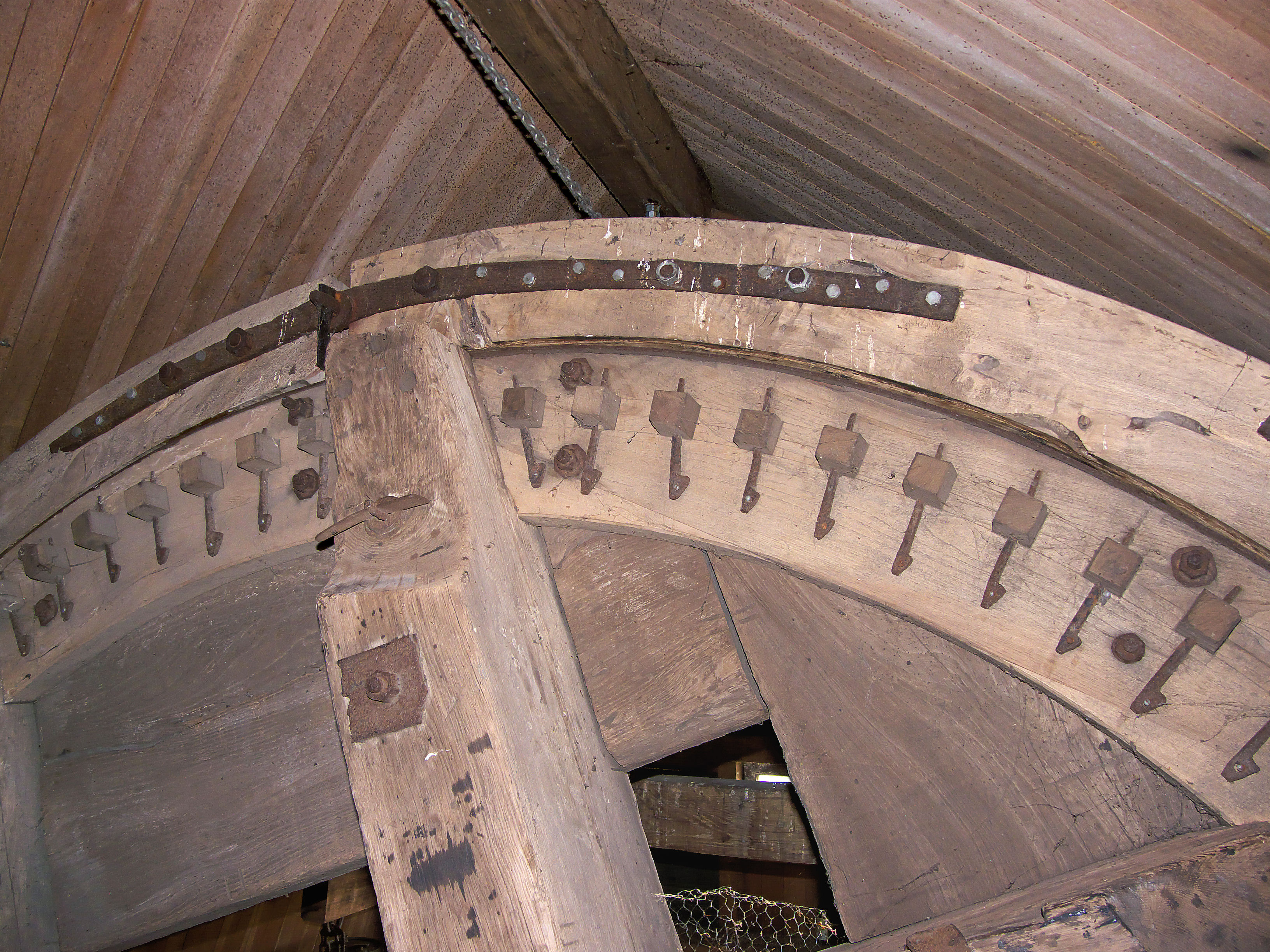
Fixierung mit Hilfe von Metallstiften
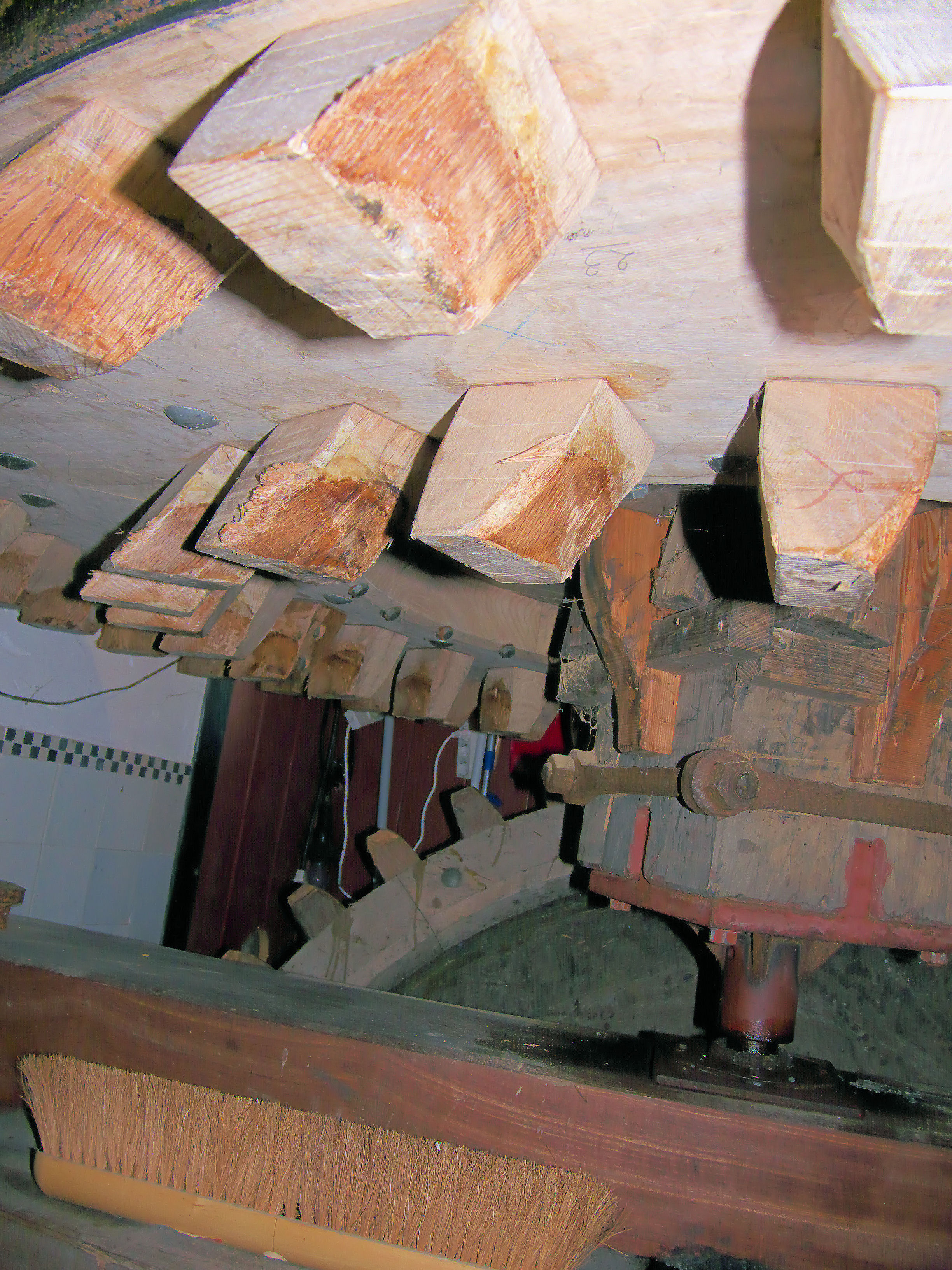
Kammrad (Bunkler) mit zwei Kammreihen
Kammrad in verwechselten Farben im Wappen der Stadt Gersthofen